# 재하격
재하격(영어: subessive case, 약어 SUBE)은 (사물)아래에 위치함을 나타내는 문법적 격이다. 이 격은 체즈어, 베즈타어 및 고대 누비아어와 같은 북동캅카스어족언어들에서 나타난다.  

## 같이 보기
- 재상격
- 격